# Susville
Susville ist eine französische Gemeinde mit 1.148 Einwohnern (Stand: 1. Januar 2022) im Département Isère in der Region Auvergne-Rhône-Alpes. Sie gehört zum Arrondissement Grenoble und gehört zum Kanton Matheysine-Trièves.

## Geographie
Die Gemeinde Susville liegt etwa 35 Kilometer südsüdöstlich von Grenoble am Flüsschen Jonche. Umgeben wird Susville von den Nachbargemeinden Pierre-Châtel im Norden, La Mure im Osten und Südosten, Prunières im Süden sowie La Motte-d’Aveillans im Westen und Nordwesten.
Am Ostrand der Gemeinde führt die Route nationale 85 entlang, die hier Teil der Route Napoléon ist.

## Bevölkerungsentwicklung
| Jahr                       | 1962 | 1968 | 1975 | 1982 | 1990 | 1999 | 2006 | 2013 | 2021 |
| -------------------------- | ---- | ---- | ---- | ---- | ---- | ---- | ---- | ---- | ---- |
| Einwohner                  | 1863 | 1611 | 1299 | 1540 | 1430 | 1472 | 1443 | 1352 | 1162 |
| Quellen: Cassini und INSEE |      |      |      |      |      |      |      |      |      |

## Sehenswürdigkeiten
- Kapelle Notre-Dame-des-Neiges im Ortsteil Villaret
- Kapelle Saint-Jean-Baptiste et Sainte-Catherine im Ortsteil Versenat

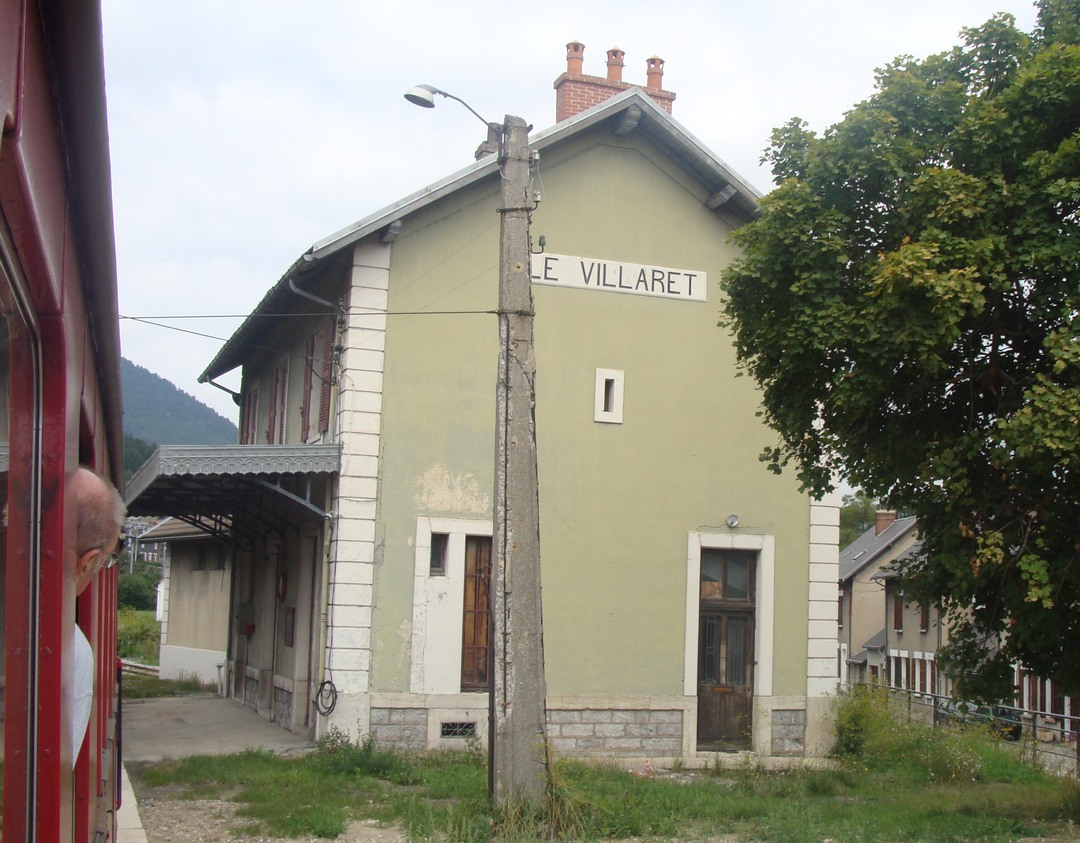
Bahnhof Villaret
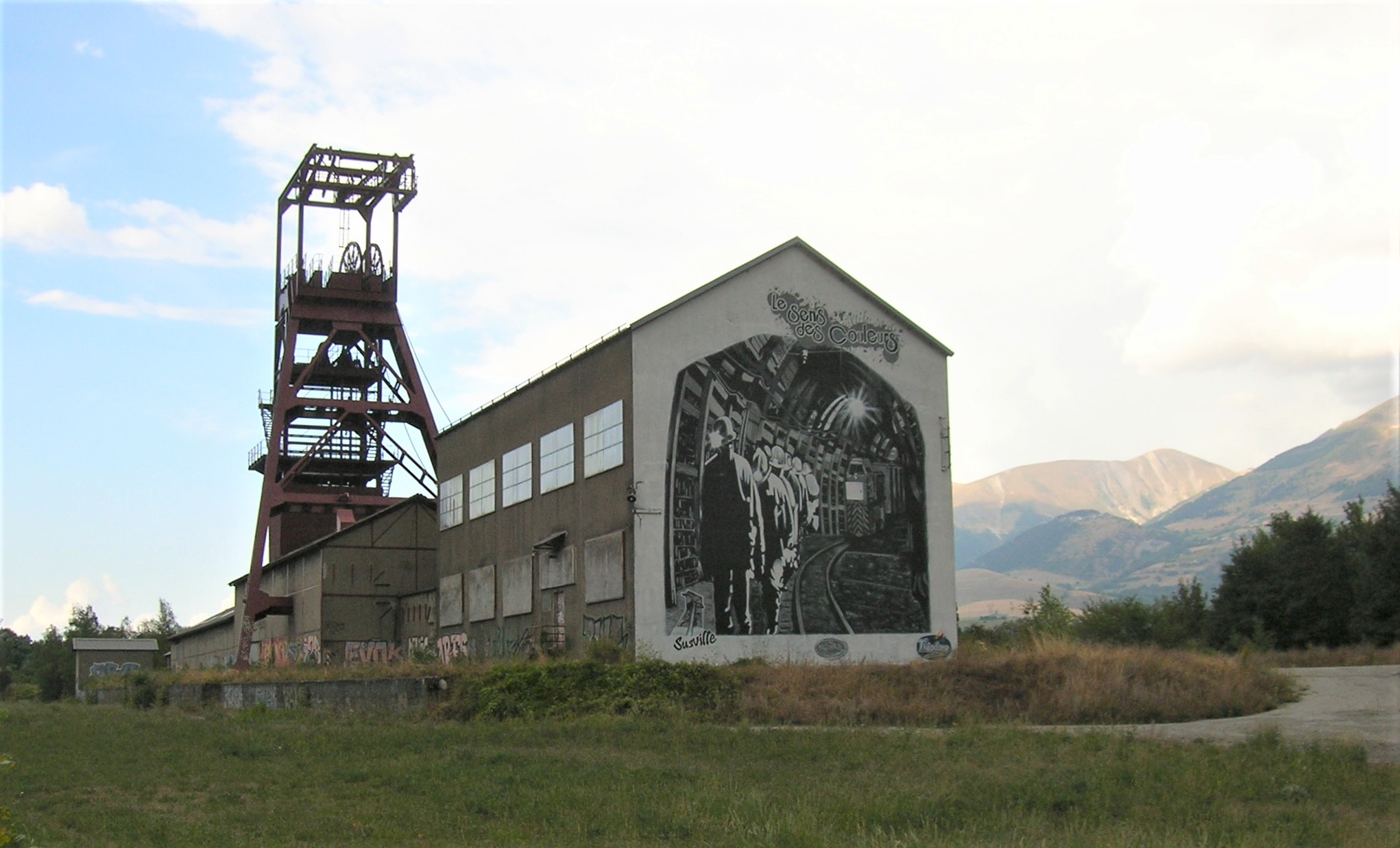
Steinkohle-Zeche Villaret